# Libero Tresoldi
Libero Tresoldi (* 18. Januar 1921 in Rivolta d’Adda, Provinz Cremona, Italien; † 22. Oktober 2009 in Mailand) war römisch-katholischer Bischof von Crema.

## Leben
Libero Tresoldi empfing am 29. Mai 1943 die Priesterweihe durch den Erzbischof von Mailand, Alfredo Ildefonso Kardinal Schuster. Nach verschiedenen Tätigkeiten im Erzbistum Mailand, unter anderen in der Pfarre von Santa Maria alla Fontana, wurde er 1976 Abt-Priester der Basilika St. Ambrogio, eine der bedeutendsten und ältesten Kirchen Mailands.
Papst Paul VI. ernannte ihn am 1970 zum Titularbischof von Altinum und bestellte ihn zum Weihbischof im Erzbistum Mailand. Die Bischofsweihe spendete ihm der Erzbischof von Mailand und spätere Kardinal, Giovanni Umberto Colombo, am 22. November 1970; Mitkonsekratoren waren die beiden Mailänder Weihbischöfe Giuseppe Schiavini und Teresio Ferraroni. 1981 wurde er durch Papst Johannes Paul II. zum Bischof des Bistums Crema ernannt. 1996 wurde seinem altersbedingten Rücktrittsgesuch stattgegeben.
Er engagierte sich für die Umsetzung des Motu Proprio Summorum Pontificum zur Rehabilitierung der Alten Messe. 2007 feierte er ein Pontifikalamt in der Chiesa di San Gottardo al Corso in Mailand im alten Ambrosianischen Ritus im Gedenken an Kardinal Schuster.
Libero Tresoldi war über 30 Jahre lang Mitglied im Ritterorden vom Heiligen Grab zu Jerusalem. 1973 wurde er Großoffizier und war Großprior-Koadjutor der Statthalterei Italia Settentrionale von 1974 bis 1987. Von 1988 bis 2006 war er Großprior der Statthalterei für Norditalien. 2006 wurde ihm durch den Kardinalgroßmeister der Titel des Großpriors „ad honorem“ verliehen.